# 1UP
1UP, чието пълно име е One United Power, е група, която създава графити, често с политически мотиви като критика на консуматорството и подкрепа за правата на малцинствата.
Групата е основана през 2003 г. в Берлин, Германия, а името символизира колективна идентичност, която засенчва индивидуализма. 1UP става известна с филмите, които членовете заснемат по време на пътуванията си по света. Точният брой на членовете, тяхната възраст или образование не са известни поради тяхната анонимност. През 2019 г. немското списание Kunstforum International включва групата сред най-нашумелите групи за графити в Германия.

## Фото книги
- One United Power: I am 1UP, Gingko Press 2015, ISBN: 3939566411.
- Martha Cooper, Ninja K: One week with 1UP, Publikat Verlag, Großostheim 2021, ISBN 978-3-939566-51-9.